# Kaapkolonie

Ontwikkeling van het grondgebied ten tijde van de VOC.

De Kaapkolonie was een Nederlandse en later Britse kolonie rond Kaapstad in het huidige Zuid-Afrika. Deze kolonie had eigenlijk alleen een verversingsstation moeten worden van de VOC, om de reis naar India te vergemakkelijken. Door de vele scheepvaart en emigratie van Nederlanders (vooral Zeeuwen en Hollanders), en later ook Fransen, Duitsers en Engelsen groeide de plek in de loop van de 17e eeuw uit tot een ware kolonie.

## Nederlandse Kaapkolonie
Op 6 april 1652 stichtte Jan van Riebeeck in opdracht van de VOC een verversingsstation bij Kaap de Goede Hoop. Schepen van de VOC op weg naar Nederlands-Indië konden hier tonnen met vers water, vlees, wijn, geneeskrachtige kruiden, groente en fruit inslaan. De schepen bleven vaak twee of drie weken liggen. Hierdoor kreeg Kaapstad de bijnaam De Herberg van Twee Oceanen.
Na de bouw van Kasteel de Goede Hoop groeide het versterkte station snel uit tot een Nederlandse kolonie, ondanks het verbod van de VOC om gebieden te koloniseren. In Kaapstad en omgeving herinneren veel gebouwen en plaatsnamen nog aan die tijd. Eerst vestigden de kolonisten zich vooral rond het fort - aan de kust - en Stellenbosch, in het binnenland. Later werd ook buiten deze steden op grote schaal gekoloniseerd. In de Kaapkolonie woonden, in tegenstelling tot andere Nederlandse koloniën, vooral boeren.
Met de oorspronkelijke bewoners (de Khoikhoi en de San) werd eerst handel gedreven, maar deze kwamen in verzet toen zij erachter kwamen dat deze vreemdelingen zich permanent wilden vestigen en het gebied wilden overheersen. Daardoor werden ze verdreven uit de gekoloniseerde gebieden. Er werd erg op hen neergekeken omdat ze bijna naakt liepen. Ze kregen bijnamen zoals: Strandlopers, Hottentotten en Bosjesmannen (zoals zij zichzelf noemen). Hierdoor dunden deze stammen erg uit in aantal, ook door Europese ziekten waar ze niet tegen bestand waren. Sommigen traden in dienst van hun nieuwe overheersers.
Omdat deze inheemsen niet zo gewillig waren, werden er al vrij snel na de stichting slaven ingevoerd uit West-Afrika en Maleisië. Deze slaven hadden in vergelijking met de slaven in Amerika en de rest van Afrika een dragelijk leven, al werden ze niet in de watten gelegd.

### Bestuurders Nederlandse Kaapkolonie (1652-1797)
| Periode   |                                         |                                              |
| 1652-1662 | Jan van Riebeeck (1619-1677)            | commandeur                                   |
| 1662-1666 | Zacharias Wagener                       | commandeur                                   |
| 1666-1668 | Cornelis van Qualberg                   | commandeur                                   |
| 1668-1670 | Jacob van Borghorst                     | commandeur                                   |
| 1670-1671 | Pieter Hackius                          | commandeur en gouverneur                     |
| 1671-1672 | Waarnemende raad                        |                                              |
| 1672      | Albert van Breugel                      | waarnemend commandeur                        |
| 1672-1676 | IJsbrand Godske                         | gouverneur                                   |
| 1676-1678 | Johan Bax van Herenthals                | commandeur                                   |
| 1678-1679 | Hendrik Crudorp                         | waarnemend commandeur                        |
| 1679-1699 | Simon van der Stel (1639-1712)          | commandeur, vanaf 1691 gouverneur            |
| 1699-1707 | Willem Adriaan van der Stel (1664-1733) | gouverneur                                   |
| 1707-1708 | Johannes Cornelis D'Ablaing             | waarnemend gouverneur                        |
| 1708-1711 | Louis van Assenburg                     | gouverneur                                   |
| 1711-1714 | Willem Helot                            | waarnemend gouverneur                        |
| 1714-1724 | Maurits Pasques de Chavonnes            | gouverneur                                   |
| 1724-1727 | Jan de la Fontaine                      | waarnemend gouverneur                        |
| 1727-1729 | Pieter Gijsbert Noodt                   | gouverneur                                   |
| 1729-1737 | Jan de la Fontaine                      | waarnemend gouverneur, vanaf 1730 gouverneur |
| 1737      | Adriaan van Kervel                      | gouverneur                                   |
| 1737-1739 | Daniel van den Hengel                   | waarnemend gouverneur                        |
| 1739-1750 | Hendrik Swellengrebel (1700-1763)       | gouverneur                                   |
| 1751-1771 | Rijk Tulbagh (1699-1771)                | gouverneur                                   |
| 1771-1785 | Joachim van Plettenberg (1739-1793)     | waarnemend gouverneur, vanaf 1774 gouverneur |
| 1785-1791 | Cornelis Jacob van der Graaff           | gouverneur                                   |
| 1791-1792 | Johan Isaac Reinus (Rhenius)            | waarnemend gouverneur                        |
| 1792-1793 | Sebastiaan Cornelis Nederburgh          | commissarissen generaal                      |
| 1792-1793 | Simon Hendrik Frijkenius                | commissarissen generaal                      |
| 1793-1795 | Abraham Josias Sluysken                 | commissaris generaal                         |

## (Eerste) Engelse Kaapkolonie
Na de Slag om Muizenberg in 1795 namen de Britten zonder al te veel moeite de macht over van de Nederlanders in de Kaapkolonie. Een Nederlandse poging in 1796 om de Kaapkolonie te heroveren eindigde met de capitulatie van het Nederlands eskader.

### Bestuurders 1e Britse Kaapkolonie (1797-1803)
- George Macartney (1797 - 1798)
- Francis Dundas (1798 - 1799)
- Sir George Yonge (1799 - 1801)
- Francis Dundas (1801 - 1803)

## Bataafse Kaapkolonie
Bij de Vrede van Amiens in 1802 kreeg de Bataafse Republiek de Kaapkolonie terug, maar de vrede was van korte duur en na de Slag bij Blaauwberg in 1806 viel de Kaap definitief in Britse handen.

### Bestuurders Bataafse Kaapkolonie (1803-1807)
- Jacob Abraham Uitenhage de Mist (1803 - 1804)
- Jan Willem Janssens (1804 - 1807)

## (Tweede) Engelse Kaapkolonie

### Bestuurders 2e Britse Kaapkolonie (1807-1910)
- David Baird (1807 - 1808)
- Henry George Grey (1808)
- Du Pré Alexander, 2nd Earl of Caledon (1808 - 1811)
- Henry George Grey (1811)
- Sir John Francis Cradock (1811 - 1814)
- Robert Meade (1813 - 1814)
- Charles Somerset (1814 - 1826)
- Sir Rufane Shaw Donkin (1820 - 1821)
- Richard Bourke (waarnemend) (1826 - 1828)
- Sir Galbraith Lowry Cole (1828 - 1833)
- Thomas Francis Wade (1833 - 1834)
- Benjamin D'Urban (1834 - 1838)
- Sir George Thomas Napier (1838 - 1844)
- Sir Peregrine Maitland (1844 - 1847)
- Sir Henry Pottinger (1847)
- Sir Harry Smith (1847 - 1852)
- George Cathcart (1852 - 1854)
- Charles Henry Darling (1854)
- Sir George Grey (1854 - 1861)
- Robert Henry Wynyard (1859 - 1860)
- Robert Henry Wynyard (1861 - 1862)
- Sir Philip Edmond Wodehouse (1862 - 1870)
- Charles Craufurd Hay (1870)
- Sir Henry Barkly (1870 - 1877)
- Henry Bartle Frere (1877 - 1880)
- Henry Hugh Clifford (1880)
- Sir George Cumine Strahan (1880 - 1881)
- Hercules Robinson (1881 - 1889)
- Sir Leicester Smyth (1881)
- Sir Leicester Smyth (1883 - 1884)
- Sir Henry D'Oyley Torrens (1886)
- Henry Augustus Smyth (1889)
- Henry Brougham Loch (1889 – 1895)
- Sir William Gordon Cameron (1891 - 1892)
- Sir William Gordon Cameron (1894)
- Hercules Robinson (2nd time) (1895 - 1897)
- Sir William Howley Goodenough (1897)
- Alfred Milner (1897 - 1901)
- Sir William Francis Butler (1898 - 1899)
- Walter Hely-Hutchinson (1901 - 1910)
- Sir Henry Jenner Scobell (1909)

De Britten hadden echter weinig respect voor de Afrikaander gebruiken en cultuur, en hielden de Afrikaners of Boeren (zoals de voormalige kolonisten zich vooral noemden) stevig onder de duim. Hierdoor trokken veel Boeren rond 1840 naar het binnenland (De Grote Trek). Hier stichtten zij vele, grote en kleine onafhankelijke republieken. Dit leidde aan het eind van de 19e en het begin van de 20e eeuw tot twee grote oorlogen tussen de Boeren en de Britten, de Boerenoorlogen.

## Ex-kolonie

Vlag van Zuid-Afrika (1928-1994)

Vanaf 1910 maakt het gebied deel uit van de Unie van Zuid-Afrika (deel van het Britse rijk) en vanaf 1961 van de Republiek Zuid-Afrika, in deze tijd werd het gebied de Kaapprovincie genoemd. In 1994, na het einde van de apartheid, werd het gebied gesplitst in de provincies West-Kaap, Oost-Kaap, Noord-Kaap en (een gedeelte van) de Noordwestelijke Provincie.
Gouvernementen: Goudkust* · Nederlands Brazilië · Nederlandse Antillen · Nederlands-Guiana (Berbice* · Cayenne · Demerary* · Essequebo* · Pomeroon · Suriname*) · Nieuw-Nederland
Gebieden met een directeur: Maagdeneilanden
Gebieden met een baron: Tobago (geleend aan Cornelis Lampsins)
Factorijen / handelsposten: Arguin · Loango-Angolakust · Senegambia · Slavenkust
Gouvernementen: Amboina* · Banda* · Batavia* · Ceylon · Coromandelkust* · Formosa · Java's Noordoostkust* · Kaapkolonie* · Makassar* · Malakka* · Mauritius · Molukken*
Directoraten: Vestingen in Bengalen · Vestingen in Perzië · Suratte
Commandementen: Bantam* · Malabar · Sumatra's Westkust*
Residenten: Bandjarmasin* · Cheribon* · Palembang* · Pontianak*
Gebieden met een opperhoofd: Birma · Dejima* · Vestingen in Siam · Timor · Tonquin
Factorijen: Vestingen in China
Nederzettingen: Amsterdam eiland (incl. Smeerenburg) · Jan Mayen
Vestingen: Acadia · Fort Nassau · Zoutpannen in Venezuela
*: Gebieden ook in handen van de Bataafse Republiek geweest.